# Ossabaw Island
Ossabaw Island est une île de l'archipel des Sea Islands, sur la côte atlantique des États-Unis d'Amérique. Île de Géorgie relevant administrativement du comté de Chatham, elle n'est pas habitée.